# Arevalillo de Cega
Arevalillo de Cega är en kommun i Spanien.   Den ligger i provinsen Provincia de Segovia och regionen Kastilien och Leon, i den centrala delen av landet, 90 km norr om huvudstaden Madrid.